# Sitana schleichi
Sitana schleichi är en ödleart som beskrevs av  Joseph Anders och Kästle 2002. Sitana schleichi ingår i släktet Sitana och familjen agamer.
Artens utbredningsområde är Nepal. Inga underarter finns listade i Catalogue of Life. Honor lägger ägg.